# كونيغليش فيرفت دانزيغ
كونيغليش فيرفت دانزيغ كانت شركة بناء سفن ألمانية تأسست في عام 1852 باسم كونيغليش فيرفت دانزيغ، وأطلق عليها اسم كايزرليش فيرفت بعد إعلان إنشاء الإمبراطورية الألمانية في عام 1871. إلى جانب كلا من شركتي كايزرليش فيرفت كيل وكايزرليش فيرفت فيلهلمسهافن كانت كونيغليش واحدة من ثلاثة أحواض بناء السفن المسئولة عن أعمال الصيانة والإصلاح والبناء للسفن الحربية للبحرية الإمبراطورية الألمانية. أغلقت الشركة في عام 1918 بعد نهاية الحرب العالمية الأولى، ولكن سرعان ما تم تأسيس شركة فيرفت دانزيغ عليها في عام 1919.